# Wladimir Gordejewitsch Sorin
Wladimir Gordejewitsch Sorin (russisch Владимир Гордеевич Сорин; * 1893; † 1944) war ein sowjetischer Politiker und Historiker.
Sorin wurde 1917 Mitglied der Bolschewiki und Redakteur der Zeitung Sozialdemokrat in Moskau. 1923 übernahm er die Leitung des Lenin-Instituts. 1939 wurde er im Zuge der Stalinschen Säuberungen verhaftet und 1941 zu acht Jahren Haft verurteilt. Er starb 1944 im Gulag-Lager UchtPetschLag (Ухтпечлаг – etwa Arbeitslager bei Uchta und Petschora) bei Kedrowy Schor (Кедровый Шор), ASSR der Komi.